# La Source de la Loue
Pour les articles homonymes, voir La Source (Courbet) et Loue.
« La Source de la Loue » est un thème récurrent  exploité par Gustave Courbet durant la période des années 1863-1864. Puisant en son terroir natal, ces huiles sur toile forment un ensemble déclinant un même thème pris sous différents angles.

## Circonstances du thème
La rivière Loue naît à Ouhans dans le Haut-Doubs, à quelques kilomètres d'Ornans, pays natal du peintre Gustave Courbet. Cette riviève et la vallée qu'elle traverse lui inspirent des tableaux dès 1849 (La Vallée de la Loue par temps d'orage, musée des beaux-arts de Strasbourg).
Entre 1855 et 1865, le peintre produit un ensemble ayant pour motif le Puits-Noir et son ruisseau — par exemple Le Ruisseau couvert (Le Puits-Noir) —, qui constitue sa première véritable série dédiée au paysage franc-comtois. Le motif de la source de la Loue devient prépondérant au début de l'été 1864. Courbet est à cette époque en affaire avec Jules Luquet, l'associé d'Alfred Cadart, lesquels tiennent à Paris une galerie, Aux Arts modernes : les deux hommes venaient de lui vendre La Curée. Retiré pour peindre à Ornans comme il le fait chaque année aux beaux jours, Courbet informe Luquet qu'« il est allé à la source de la Loue [et] fait quatre paysages de 1 m 40 de longueur, à peu près comme ceux que vous avez », ce qui laisse entendre que ce type de peinture lui était déjà familier et qu'il en vendait.

## Analyse
La Loue et sa vallée ont été célébrées entre autres par Charles Nodier dans ses Voyages pittoresques et romantiques de l'Ancienne France (1825). D'autre part, Max Buchon, le plus grand ami de Courbet, composa sur cette rivière un poème épique (1844) qui marqua assurément le peintre du temps de sa jeunesse comme en témoignent ses carnets de croquis. Sur le plan plastique, le traitement qu'opère ici Courbet s'affranchit radicalement des maîtres-paysagistes passés, aussi bien par exemple des Anglais, comme Francis Nicholson (1753-1844) ou de Français comme Hubert Robert, mais aussi de ses contemporains comme Ingres auquel la critique de son temps le comparaît trop souvent. Le peintre se passionne en effet pour la géologie de sa région natale, obsession topologique qui transparaît notamment la même année avec La Roche pourrie, étude géologique (Musée des beaux-arts de Dole), la série de La Grotte Sarrazine, ou encore son amitié avec le géologue jurassien Jules Marcou : même s'il réinvente cette source, en fait « son » paysage, « sa » vision, on est frappé par les effets de grossissement, le cadrage au plus près, la palette qui cherche à capter les nuances d'assombrissement, du marron clair au noir le plus profond, et qui aspire le regard vers le trou de la grotte résurgente. Courbet va développer au fil des années suivantes cette approche du plein cadre, du mur de matière (pierre, eau, chair, végétaux) confinant presque à l'abstraction, un style donc, qui est le sien propre, et qui n'est pas sans faire écho à certaines pages de Victor Hugo quand celui-ci célèbre les forces brutes de la Nature.

## Inventaire
| Dimension (cm) | Pays       | Ville      | Localisation                             | Statut               |
| -------------- | ---------- | ---------- | ---------------------------------------- | -------------------- |
| 84 × 107       | Suisse     | Zurich     | Kunsthaus                                | 1863, entrée en 1946 |
| 99,7 × 142,2   | États-Unis | New York   | Metropolitan Museum of Art               | 1864, entrée en 1929 |
| 97 × 130       | Allemagne  | Hambourg   | Kunsthalle                               | 1864, entrée en 1913 |
| 100 × 142      | États-Unis | New York   | Metropolitan Museum of Art               | 1864, entrée en 1929 |
| 107 × 137      | États-Unis | Buffalo    | The Albright-Knox Art Gallery            | 1864, entrée en 1959 |
| 98 × 130       | États-Unis | Washington | The National Gallery of Art              | 1864, entrée en 1957 |
| 48 × 59        | Belgique   | Gand       | Musée des Beaux-Arts de Gand             | 1872, entrée en 1918 |
| 80 × 100       | Belgique   | Bruxelles  | Musées royaux des Beaux-Arts de Belgique | 1864, entrée en 1935 |
| 81,7 × 105     | Pays-Bas   | La Haye    | Musée d'Art de La Haye                   | 1863, entrée en 1953 |
| 74,6 × 77,5    | France     | Ornans     | Musée Courbet                            | 1866, entrée en ?    |